# Brian Cox (físic)
Brian Cox   (Oldham, 3 de març de 1968)4 OBE FRS és un físic anglès i professor de física de partícules a l'School of Physics and Astronomy de la Universitat de Manchester. És més conegut pel públic com a presentador de programes de televisió de divulgació científica, especialment la sèrie Wonders of... i per llibres de divulgació científica, com per exemple Why Does E=mc²? i The Quantum Universe. Ha estat autor i coautor de més de 950 publicacions científiques.
Cox ha estat descrit com el successor natural dels programes científics de la BBC tant per David Attenborough com per Patrick Moore. Abans de la seva carrera acadèmica, Cox va ser teclista de les bandes britàniques D:Ream i Dare.

## Primers anys i educació
Cox va néixer el 3 de març de 1968 a la Royal Oldham Hospital, i va viure a Chadderton (Oldham, Manchester) a partir del 1971. Els seus pares van treballar al Yorkshire Bank, la seva mare com a caixera i el seu pare com a gerent en la mateixa branca. Ell recorda una infància feliç a Oldham que incloïa activitats com dansa, gimnàstica, spotting d'avions i fins i tot d'autobusos. Va atendre l'escola independent Hulme Grammar School a Oldham del 1979 al 1986. Ha declarat en diverses entrevistes i en un episode de Wonders of the Universe que quan tenia 12 anys, el llibre Cosmos de Carl Sagan li va inspirar a estudiar física. Al The Jonathan Ross Show va dir que havia tret una mala nota a l'examen de matemàtiques de les A-level: "I got a D ... I was really not very good ... I found out you need to practise." (Vaig treure una D... realment no vaig estar gens bé... Vaig descobrir que has de practicar)

### Música
Als anys 1980 i principi dels 90, Cox era teclista amb la banda de rock Dare. Dare va treure dos àlbums amb Cox – Out of the Silence el 1988 i Blood from Stone el 1991. Es va unir a D:Ream, un grup que va tenir diversos hits al UK charts, incloent-hi el número u "Things Can Only Get Better", més tard utilitzat com a l'himne del New Labour, tot i que ell no va tocar aquesta pista.

### Educació superior
Cox va estudiar física a la Universitat de Manchester durant la seva carrera musical. Va obtindre un Bachelor of Science en física amb el títol de primera classe (first-class honours) i més tard, un Master of Philosophy en física. Després que D:Ream se separessin el 1997, va completar el seu doctorat en física de partícules d'alta energia a la Universitat de Manchester. La seva tesi, Double Diffraction Dissociation at Large Momentum Transfer, va ser supervisada per Robin Marshall i basada en una recerca que ell va fer a l'experiment amb el detector de partícules H1, a l'accelerador de partícules HERA del laboratori DESY d'Hamburg, Alemanya.

## Carrera

### Recerca
Cox va ser membre investigador de la Royal Society (Royal Society University Research Fellow), investigador de la Particle Physics and Astronomy Research Council, i és físic de partícules a la Universitat de Manchester. Treballa a l'experiment ATLAS del Gran Col·lisionador d'Hadrons (LHC) al CERN, proper de Ginebra, Suïssa. Està treballant en el projecte de recerca i desenvolupament de l'experiment FP420 en una col·lobració internacional per millorar l'ATLAS i l'experiment CMS instal·lant petits detectors de partícules addicionals a una distància de 420 metres dels punts d'interacció dels experiments principals.
Cox és coautor de diversos llibres de física, entre d'altres Why does E=mc²? i The Quantum Universe, ambdós amb Jeff Forshaw. Ha supervisat o co-supervisat diversos estudiants de doctorat, incloent-hi Tamsin Edwards.

### Radio i televisió

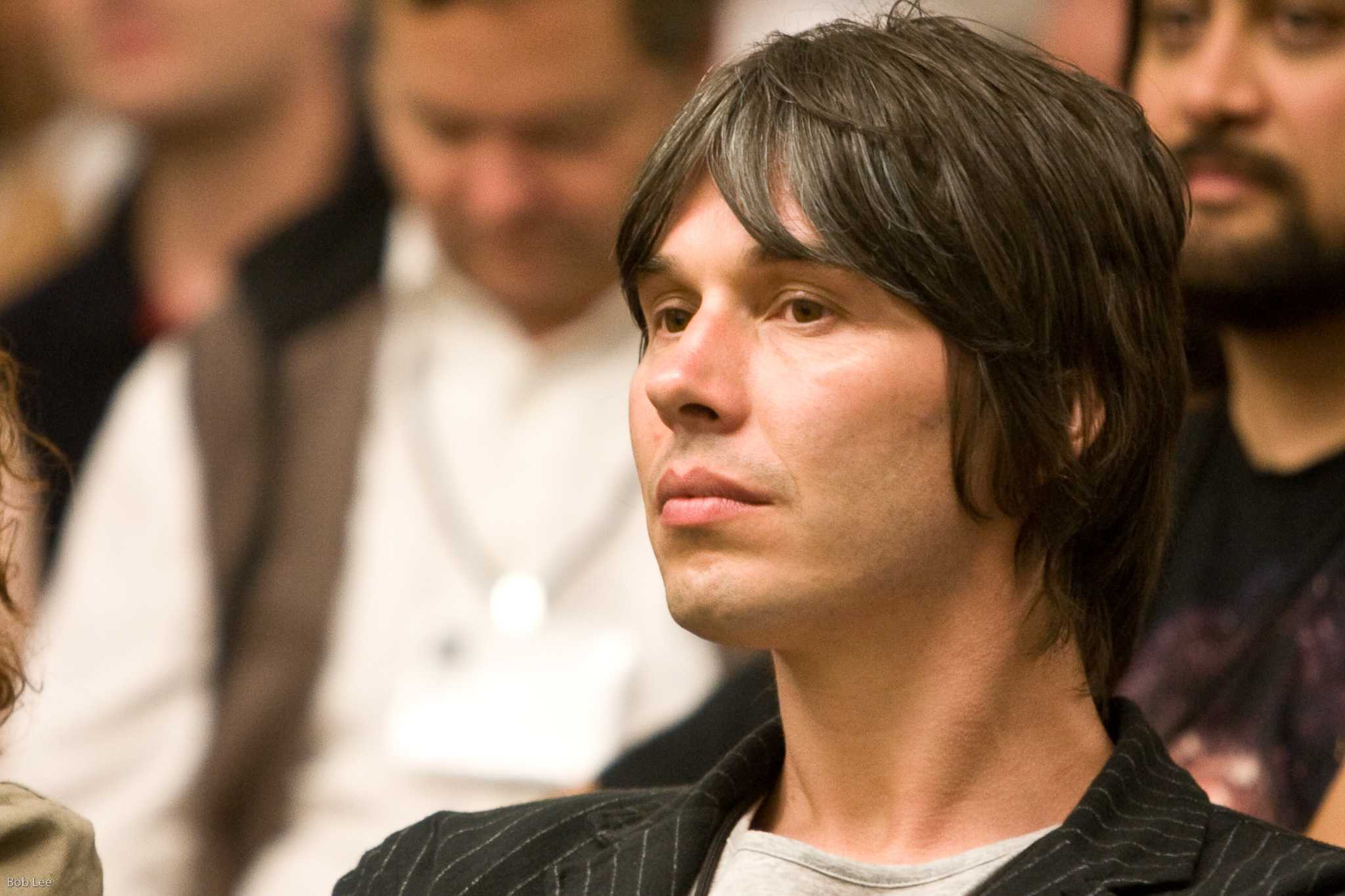
Brian Cox at Science Foo Camp in 2008

Cox ha aparegut en varis programes de radio i televisió de la BBC, com per exemple, In Einstein's Shadow, la sèrie BBC Horizon, ("The Six Billion Dollar Experiment", "What on Earth is Wrong with Gravity?", "Do You Know What Time It Is?", and "Can we Make a Star on Earth?") i com a narrador del programa de la BBC Bitesize. Ha presentat la sèrie documental de 5 parts del canal BBC Two Wonders of the Solar System a principis del 2010 i una segona part amb 4 episodis més, Wonders of the Universe, que van començar el 6 de marc del 2011. Wonders of Life, que ell va descriure com "el punt de vista d'un físic en la història natural" es va emetre el 2013. És co-presentador de Space Hoppers i també ha aparegut al programa Dani's House de la CBBC.
Cox també ha presentat la sèrie de la BBC Science Britannica en la que explora la contribució de científics britànics dels últims 350 anys, així com la relació entre la ciència i la percepció pública.
La cadena BBC Two va encarregar a Cox la presentació de Stargazing Live, un programa d'astronomia en directe el gener del 2011 – co-presentat pel físic-comediant Dara Ó Briain i el presentador Jonathan Ross – amb relació a esdeveniments de tot el Regne Unit. El gener del 2012 i 2013 es va repetir el programa amb la participació de diversos convidats.
Des del novembre de 2009 Cox ha co-presentat a la BBC Radio 4 el programa magazín d'humor científic, The Infinite Monkey Cage amb el comediant Robin Ince. Alguns dels convidats han estat comediants com Tim Minchin, Alexei Sayle, Dara Ó Briain, i científics com Alice Roberts del show de la BBC The Incredible Human Journey, i l'astrofísic Neil deGrasse Tyson. És un col·laborador regular del programa de radio de la BBC 6 Music Breakfast Show amb Shaun Keaveny, on presenta un tema setmanalment.
Cox també ha donat algunes xerrades TED sobre el Gran Col·lisionador d'Hadrons i la física de partícules. El 2009 la revista estatunidenca People el va incloure al grup d'homes vius més sexy del món.
Cox va donar una conferència en el memorial del 2010 de Huw Wheldon de la Royal Television Society sobre "Science, a Challenge to TV Orthodoxy" (Ciència, un desafiament per a l'ortodòxia de la televisió), en la que examinava problemes en la cobertura mediàtica de la ciència i en notícies sobre ciència. Es va emetre a la cadena BBC Two. El 4 de març, una xerrada titulada "Frankenstein's Science" (la Ciència de Frankenstein) al National Theatre comptava amb la presència de Cox debatent amb el biògraf Richard Holmes sobre l'exploració que va fer Mary Shelley sobre el desig de la humanitat de donar vida a un objecte inanimat i si aquest concepte és possible, tant en el segle xix com avui.
El 6 de març del 2011, Cox va aparèixer com a convidat a l'episodi 700 del programa The Sky at Night de Patrick Moore. Va dir que és un fan de tota la vida del programa, i que el va inspirar a esdevenir físic. El 10 de març del 2011, va donar la conferència del 9è memorial de Douglas Adams.
Cox va ser l'assessor científic de la pel·lícula de ciència-ficció Sunshine. En l'edició en DVD, es pot trobar un comentari auditiu on Cox comenta l'exactitud científica representada a la pel·lícula.
El 14 de novembre del 2013, la BBC Two va emetre The Science of Doctor Who per celebrar el 50è aniversari de Doctor Who, en el que Cox aborda els misteris dels viatges en el temps. Es va gravar al Royal Institution Faraday Lecture Theatre. Seguidament la BBC va emetre Human Universe i Forces of Nature també presentats per Cox.
Sent un fan dels Monty Python, Cox va aparèixer a l'escenari, el juliol del 2014, a l'última nit del show de 10 dies Monty Python Live (Mostly). També apareix en el documental Monty Python: The Meaning of Live.
L'any 2017, Cox va aparèixer en el programa de televisió infantil Postman Pat, posant veu al Professor Ryan Farrow, expert sobre l'espai.

### Filmografia
| Any          | Títol                           | Paper                    | Notes |
| ------------ | ------------------------------- | ------------------------ | --- |
| 2005–09      | Horizon                         | Ell mateix/Presentador   | Episodis: - Einstein's Equation of Life and Death (2005) - Einstein's Unfinished Symphony (2005) - The Six Billion Dollar Experiment (2007) - What on Earth is Wrong with Gravity (2008) - Do You Know What Time It Is (2008) - Can we Make a Star on Earth (2009) |
| 2008         | The Big Bang Machine            | Presentador              | |
| 2010         | Wonders of the Solar System     | Presentador              | |
| 2010         | Dani's House                    | Ell mateix               | |
| 2010         | Would I Lie to You?             | Panelista                | |
| 2011–12      | QI                              | Panelista                | Episodis: - Series I, Episode 7 "Incomprehensible" (broadcast 21 October 2011) - Series J, Episode 12 "Justice" (broadcast 7 December 2012) |
| 2011–present | Stargazing Live                 | Co-Presentador           | Totes 6 series |
| 2011         | Wonders of the Universe         | Presentador              | |
| 2011         | A Night with the Stars          | Presentador              | |
| 2011         | The One Show                    | Convidat                 | |
| 2011         | The Sky at Night                | Convidat en l'edició 700 | |
| 2011         | The Graham Norton Show          | Convidat                 | Series 8, Episode 16 |
| 2011         | The Horizon Guide: Moon         | Presentador              | |
| 2012         | The Jonathan Ross Show          | Convidat                 | |
| 2012         | Doctor Who                      | Ell mateix               | "The Power of Three" |
| 2013         | Wonders of Life                 | Presentador              | |
| 2013         | Science Britannica              | Presentador              | Setembre 2013. BBC Two |
| 2013         | Conan                           | Convidat                 | Episode 437 |
| 2013         | The Science of Doctor Who       | Presentador              | BBC Two |
| 2013         | In Search of Science            | Presentador              | Episodis: - Method and Madness - Frankenstein's Monster - Money |
| 2014         | Monty Python Live               | Ell mateix               | |
| 2014         | Human Universe                  | Presentador              | BBC Two |
| 2014         | Space, Time & Videotape         | Presentador              | BBC Four |
| 2016         | Forces of Nature                | Presentador              | BBC One |
| 2016         | The Entire Universe             | Presentador              | BBC Two |
| 2017         | Life of a Universe              | Presentador              | ABC |
| 2017         | Postman Pat                     | Professor Ryan Farrow    | CBeebies |
| 2017         | The 21st Century Race for Space | Presentador              | BBC TWO |
| 2019         | The Planets                     | Presentador              | BBC TWO |

### Discografia
- Dare – Out of the Silence (1988)[64]
- Dare – Blood from Stone (1991)[64]
- D:Ream – D:Ream on Volume 1 (1993)[64]
- D:Ream – In Memory Of... (2011)[64]

### Premis i distincions
Cox ha rebut diversos premis pels seus esforços en la divulgació de la ciència. El 2002 va ser escollit membre internacional de The Explorers Club i el 2006 va rebre el premi Lord Kelvin de la British Association. Va ocupar una prestigiosa plaça de membre investigador de la Royal Society University Research Fellowship del 2006 al 2013. És un orador i conferenciant habitual, va donar la xerrada inicial al Festival de Ciència d'Austràlia el 2006, i el 2010 va guanyar el Premi i Medalla Kelvin de l'Institut de Física per la seva feina en comunicar l'atractiu i l'entusiasme de la física al públic. Va ser anomenat Oficial de l'Ordre de l'Imperi Britànic (OBE) en el Queen's Birthday Honours del 2010 pels seus serveis a la ciència. El 15 de març de 2011, va guanyar El Millor Presentador i El Millor programa de Ciència/Història Natural de la Royal Television Society per Wonders of the Universe. El 25 de març del 2011, va guanyar dos premis als Broadcasting Press Guild Awards com a 'Best Performer' en un rol de no actor, mentre Wonders of the Solar System va ser anomenat millor sèrie documental del 2010.
El juliol del 2012, Cox va ser guardonat com a Doctor Honoris Causa per la Universitat de Huddersfield. En el mateix any, va ser guardonat amb la President's Medal de l'Institute of Physics per Sir Patrick Stewart, on va donar un discurs sobre el valor de l'educació en la ciència i la necessitat d'invertir més en futures generacions de científics. El 5 d'octubre de 2012, Cox va ser guardonat amb un Doctor Honoris Causa per la Open University per "la seva contribució excepcional a l'educació i la cultura." També el 2012, va ser guardonat amb el Premi Michael Faraday de la Royal Society "pel seu excel·lent treball en comunicació científica." Va ser escollit Fellow of the Royal Society (FRS) el 2016.

## Visió política
Cox ha expressat les seves preocupacions sobre el Brèxit dient que creu que és "debilitar la nostra interacció amb els nostres països veïns" i que "no pot ser la trajectòria correcta." El 23 de juny del 2018, en el marc de la manifestació de People's Vote que hi va haver a Londres pel segon aniversari del Referèndum sobre la permanència del Regne Unit dins la Unió Europea, Cox va piular que "si [un vot popular] es fes amb els termes de marxar coneguts i l'opció de marxar fos majoritària, hi donaria suport com una decisió informada. Aquest és el meu argument per fer-ne un [vot popular]. "
El març de 2019, Cox va piular que havia signat la petició al Govern i Parlament del Regne Unit de 'Revocar l'Article 50 i romandre a la Unió Europea'

## Vida personal
El 2003, Cox es va casar amb la presentadora científica americana Gia Milinovich a Duluth, Minnesota. Tenen un fill que va néixer el 2009, i Milinovich té un fill d'una relació prèvia. La família viu actualment a Battersea.
Cox ha rebutjat l'etiqueta d'ateu, tot i que ha dit que no té "fe personal." El 2009, va contribuir al llibre de caritat The Atheist's Guide to Christmas. És un humanista, i és un simpatitzant distingit de Humanists UK. El juny del 2019, Cox va explicar que no pot estar segur que Déu no existeixi i que la ciència no pot respondre totes les preguntes.
Cox és un fan de Oldham Athletic i té un season ticket del club.